# Neoterebra leptapsis
Neoterebra leptapsis é uma espécie de gastrópode do gênero Neoterebra, pertencente a família Terebridae.